# Pere Capdevila
Pedro Capdevila Bernaus, detto Pere (Barcellona, 25 gennaio 1973), è un ex cestista spagnolo, professionista nella Liga ACB.

## Carriera
Con la Spagna ha disputato i Giochi del Mediterraneo di Bari 1997.

## Palmarès
- Campionato spagnolo: 2

Barcellona: 1994-95
Manresa: 1997-98
- Liga catalana: 1

Manresa: 1997